# Friàzino
Friàzino - Фрязино (rus) - és una ciutat de l'óblast de Moscou, a Rússia.

## Economia
El 1901 s'hi fundà la fàbrica de teixits de seda d'Anna Kaptsova. Fou el primer edifici de pedra del poble, la fàbrica fou nacionalitzada el 1918 i liquidada per la decisió de Xiolkotrest el 1929.
L'any 1933 a l'edifici de l'antiga fàbrica de teixits s'hi fundà la planta de llums «Radiolampa». Des d'aleshores, Friàzino es convertí en el centre de la indústria ràdio-electrònica. El 1943 s'inaugurà el primer institut d'investigació amb una planta pilot i a continuació el nombre d'instituts s'incrementà en cinc. El 1955 s'inicià la construcció de la branca de l'Institut de Ràdio-Electrònica de l'Acadèmia de les Ciències de l'URSS.
En l'època soviètica la ciutat es desenvolupà al voltant de les companyies que treballen per encàrrec de la indústria militar. Amb el col·lapse de la Unió Soviètica, aquestes institucions es veieren obligades a acomiadar la majoria dels treballadors. En l'actualitat, gran part de la població treballa a Moscou.
A causa de la conversió dels instituts d'investigació que treballaven per a la defensa, s'han establert noves companyies: el 1993 un fabricant d'equipament mèdic i el 1994 un fabricant d'audífons.